# Manuel Sánchez Monge
Manuel Sánchez Monge (Fuentes de Nava, 18 de abril de 1947) é um clérigo espanhol e bispo católico romano de Santander.
Manuel Sánchez Monge recebeu o Sacramento da Ordem em 9 de agosto de 1970.
Papa Bento XVI nomeou-o Bispo de Mondoñedo-Ferrol em 6 de junho de 2005. O núncio apostólico em Espanha e Andorra, Manuel Monteiro de Castro, ordenou-o bispo em 23 de julho do mesmo ano; Os co-consagradores foram o Cardeal Antonio María Rouco Varela, Arcebispo de Madri, e Julián Barrio Barrio, Arcebispo de Santiago de Compostela.
O Papa Francisco o nomeou Bispo de Santander em 6 de maio de 2015. A posse ocorreu em 30 de maio do mesmo ano.